# Stian Semb Aasmundsen
Stian Semb Aasmundsen (Tønsberg, 2 novembre 1989) è un calciatore norvegese, centrocampista dell'Eik-Tønsberg.

## Carriera

### Club
Semb Aasmundsen ha cominciato la carriera con la maglia dell'Eik-Tønsberg, all'epoca militante in 3. divisjon, quarto livello del campionato norvegese. Nel 2007 è passato al Tønsberg, in 2. divisjon, dove ha giocato per cinque stagioni. È rimasto senza contratto al termine del campionato 2011. Il 31 agosto 2012 è stato quindi reso noto il suo ritorno all'Eik-Tønsberg, in 3. divisjon.
Il 18 gennaio 2013, Semb Aasmundsen è passato al Mjøndalen, in 1. divisjon. Ha esordito in squadra il 7 aprile successivo, schierato titolare nella sconfitta per 1-0 maturata sul campo del Kongsvinger: è stato espulso dopo 11 minuti di gara. Il 27 ottobre successivo ha trovato la prima rete con questa maglia, in occasione della partita persa per 1-0 in casa del Vard Haugesund.
Nel campionato 2014 ha contribuito alla promozione in Eliteserien del Mjøndalen. Il 25 aprile 2015 ha esordito così nella massima divisione locale, nel pareggio per 2-2 in casa dell'Odd: nella stessa sfida, ha trovato una rete in favore della sua squadra. Al termine della stagione, il Mjøndalen è nuovamente retrocesso.
Il 25 gennaio 2016, gli svedesi dello Jönköpings Södra – neopromossi in Allsvenskan – hanno reso noto l'ingaggio di Semb Aasmundsen, che si è legato al club con un contratto dalla durata biennale. La retrocessione del club in Superettan, avvenuta al termine della stagione 2017, ha portato il giocatore a chiedere e ottenere la cessione per tornare in Norvegia.
Il 27 dicembre 2017 ha pertanto firmato un accordo con il Kristiansund, valido per le successive due stagioni.
Il 24 marzo 2019 ha fatto ritorno al Mjøndalen.
Il 28 gennaio 2022 ha firmato nuovamente per l'Eik-Tønsberg.

### Nazionale
Semb Aasmundsen ha rappresentato la Norvegia under 19 in 5 circostanze.

## Statistiche

### Presenze e reti nei club
Statistiche aggiornate al 28 gennaio 2022.
| Stagione                | Club                    | Campionato              | Campionato | Campionato | Coppe nazionali | Coppe nazionali | Coppe nazionali | Coppe continentali | Coppe continentali | Coppe continentali | Supercoppe | Supercoppe | Supercoppe | Totale | Totale |
| Stagione                | Club                    | Comp                    | Pres       | Reti       | Comp            | Pres            | Reti            | Comp               | Pres               | Reti               | Comp       | Pres       | Reti       | Pres   | Reti   |
| ----------------------- | ----------------------- | ----------------------- | ---------- | ---------- | --------------- | --------------- | --------------- | ------------------ | ------------------ | ------------------ | ---------- | ---------- | ---------- | ------ | ------ |
| 2006                    | Eik-Tønsberg            | 3D                      | ?          | ?          | CN              | ?               | ?               | -                  | -                  | -                  | -          | -          | -          | ?      | ?      |
| 2007                    | Tønsberg                | 2D                      | ?          | ?          | CN              | ?               | ?               | -                  | -                  | -                  | -          | -          | -          | ?      | ?      |
| 2008                    | Tønsberg                | 2D                      | ?          | ?          | CN              | ?               | ?               | -                  | -                  | -                  | -          | -          | -          | ?      | ?      |
| 2009                    | Tønsberg                | 2D                      | ?          | ?          | CN              | ?               | ?               | -                  | -                  | -                  | -          | -          | -          | ?      | ?      |
| 2010                    | Tønsberg                | 2D                      | ?          | ?          | CN              | ?               | ?               | -                  | -                  | -                  | -          | -          | -          | ?      | ?      |
| 2011                    | Tønsberg                | 2D                      | ?          | ?          | CN              | ?               | ?               | -                  | -                  | -                  | -          | -          | -          | ?      | ?      |
| Totale Tønsberg         | Totale Tønsberg         | Totale Tønsberg         | ?          | ?          |                 | ?               | ?               |                    | -                  | -                  |            | -          | -          | ?      | ?      |
| ago.-dic. 2012          | Eik-Tønsberg            | 3D                      | 7          | 0          | CN              | -               | -               | -                  | -                  | -                  | -          | -          | -          | 7+     | 0+     |
| 2013                    | Mjøndalen               | 1D                      | 24+2       | 2+0        | CN              | 4               | 0               | -                  | -                  | -                  | -          | -          | -          | 30     | 2      |
| 2014                    | Mjøndalen               | 1D                      | 20+4       | 2+0        | CN              | 3               | 1               | -                  | -                  | -                  | -          | -          | -          | 27     | 3      |
| 2015                    | Mjøndalen               | ES                      | 24         | 3          | CN              | 2               | 1               | -                  | -                  | -                  | -          | -          | -          | 26     | 4      |
| 2016                    | Jönköpings Södra        | A                       | 15         | 1          | CS              | 3               | 0               | -                  | -                  | -                  | -          | -          | -          | 18     | 1      |
| 2017                    | Jönköpings Södra        | A                       | 24+2       | 1+0        | CS              | 1               | 0               | -                  | -                  | -                  | -          | -          | -          | 27     | 1      |
| Totale Jönköpings Södra | Totale Jönköpings Södra | Totale Jönköpings Södra | 39+2       | 2+0        |                 | 4               | 0               |                    | -                  | -                  |            | -          | -          | 45     | 2      |
| 2018                    | Kristiansund            | ES                      | 27         | 4          | CN              | 2               | 0               | -                  | -                  | -                  | -          | -          | -          | 29     | 4      |
| 2019                    | Mjøndalen               | ES                      | 29         | 3          | CN              | 4               | 2               | -                  | -                  | -                  | -          | -          | -          | 33     | 5      |
| 2020                    | Mjøndalen               | ES                      | 27+1       | 1+0        | -               | -               | -               | -                  | -                  | -                  | -          | -          | -          | 28     | 1      |
| 2021                    | Mjøndalen               | ES                      | 23         | 0          | CN              | 3               | 1               | -                  | -                  | -                  | -          | -          | -          | 26     | 1      |
| Totale Mjøndalen        | Totale Mjøndalen        | Totale Mjøndalen        | 147+7      | 11+0       |                 | 16              | 5               |                    | -                  | -                  |            | -          | -          | 170    | 16     |
| 2022                    | Eik-Tønsberg            | 3D                      | 0          | 0          | CN              | 0               | 0               | -                  | -                  | -                  | -          | -          | -          | 0      | 0      |
| Totale                  | Totale                  | Totale                  | 220+9+     | 18+0+      |                 | 22+             | 5+              |                    | -                  | -                  |            | -          | -          | 252+   | 22+    |